# Neomerinthe rotunda
Neomerinthe rotunda és una espècie de peix pertanyent a la família dels escorpènids.

## Descripció
- Fa 6,1 cm de llargària màxima.[4][5]

## Hàbitat
És un peix marí, batidemersal i d'aigües fondes que viu entre 225-295 m de fondària.

## Distribució geogràfica
Es troba a la Xina (incloent-hi Hong Kong), Indonèsia, Nova Caledònia i Taiwan.

## Observacions
És inofensiu per als humans.